# Santa Margarida del priorat de Sant Genís de Rocafort
L'església de Santa Margarida del Priorat de Sant Genís de Rocafort o Santa Margarida de Martorell és una església romànica de Martorell (Baix Llobregat) edificada sobre les restes d'una de paleocristiana, que mancada de fonts documentals també es coneix com a Santa Margarida de Martorell. Es troba a la plana del riu Anoia, al costat del cementiri.

## Descripció
L'església des va construir aprofitant unes parets de l'església visigòtica, tot i que perllongant-la per tots dos extrems.
D'una sola nau i de planta rectangular sense absis diferenciat, les parets són reforçades interiorment per pilars adossats, el que possibilita diverses capelles laterals poc aprofundides. La porta és a ponent, formada per dos arcs en degradació i amb dues impostes per banda. L'aparell és de carreus ben escairats i disposats en filades regulars. Les finestres són de doble esqueixada. A la finestra de llevant s'aprofita interiorment una rosca monolítica amb ornamentació, d'època visigòtica. La part superior de la paret de llevant sembla refeta.
L'església pren com a model la del priorat de Sant Genís, tot i que més senzilla i una mica desfigurada per l'adaptació a les restes visigòtiques sobre les que es recolza.

## Història
Les primeres notícies del priorat de Sant Genís de Rocafort són del 1042, quan Bonfill Guillem i la seva muller Sicardis, senyors de Castellví de Rosanes, donen a Sant Genís unes cases i terres. En algun moment posterior els monjos van fundar l'església de Santa Margarida com a parròquia dependent del priorat i s'esmenta per primer cop el 1143. És documentada novament el 1300 quan Antic Domènec, de Martorell, en el seu testament, deixà dos sous a l'església i en visites pastorals del segle xiv. El 1313 el rector, que també era beneficiat del monestir, havia de residir a dalt del monestir amb els monjos, però se sap que el 1448 hi havia una casa rectoral, pel que el rector devia viure al costat de l'església.
Va ser afectada pel terratrèmol de 1448 i no es devia reconstruir fins al 1534 quan va ser secularitzada.